# Ternant (Charente-Maritime)
Ternant is een gemeente in het Franse departement Charente-Maritime (regio Nouvelle-Aquitaine) en telt 237 inwoners (1999). De plaats maakt deel uit van het arrondissement Saint-Jean-d'Angély.

## Geografie
De oppervlakte van Ternant bedraagt 5,7 km², de bevolkingsdichtheid is 41,6 inwoners per km².
De onderstaande kaart toont de ligging van Ternant (Charente-Maritime) met de belangrijkste infrastructuur en aangrenzende gemeenten.

## Demografie
Onderstaande figuur toont het verloop van het inwonertal (bron: INSEE-tellingen).